# Glavočić pelagični
Glavočić pelagični (lat. Pseudaphya ferreri) ili kako se još naziva pučinska mliječ je riba iz porodice glavoča (lat. Gobiidae). Naraste do 3,5 cm (4,0 cm po drugim izvorima) duljine, a živi nektonski na pučini. U doba mriještenja se okuplja u jatima iznad pjeskovitog terena. Po samom nazivu mliječ, može se zaključiti njegov izgled. Naime, ova vrsta glavoča je prozirna, ružičaste boje, s velikom crnom pjegom trokutnog oblika na početku repa.

## Rasprostranjenost
Glavočić pelagični je endemska vrsta Mediterana, i to njegovog zapadnog dijela i Jadranskog mora.

## Vanjske poveznice
|  | Zajednički poslužitelj ima još gradiva o temi Pseudaphya ferreri |
|  | Wikivrste imaju podatke o taksonu Pseudaphya ferreri             |